# NGC 5078
NGC 5078是長蛇座一個螺旋星系，距離地球約9,400萬光年。NGC 5078直徑為127,000光年，可能是NGC 5061星系群的成員。NGC 5078的塵埃帶發生了扭曲，可能是由於與附近星系IC 879的相互作用而產生的，而IC 879本身也因相互作用而扭曲成了「S」形。在推測的距離下，兩個星系之間的最小距離約為61,000光年。
NGC 5078與螺旋星系NGC 5101在天空中的距離也只有約0.5 度，兩者與地球的距離被認為相同，意味著它們相距約80萬光年。
科學家曾在NGC 5078中觀測到一顆超新星：SN 1999cz（Ic型，視星等16等）。

## 外部連結
- NASA Astronomy Picture of the Day: NGC 5101 and Friends (8 February 2014)